# Репродуктивно здравље жена са физичким инвалидитетом
Репродуктивно здравље жена са физичким инвалидитетом је нормално одвијање функција репродуктивног система у телесном, психичком и социјалном смислу, као суштинска компонента укупног здравља и благостања у свим фазама живота. Уједињене нације га сматрају предусловом за друштвени, економски и људски развој девојчица и жена са инвалидитетом.1 У ширем смислу, репродуктивно здравље жена обухвата бројне области, укључујући менарху и менструацију, плодност, трудноћу и порођај, гинеколошке карциноме, полно преносиве инфекције, сексуалност и сексуално здравље и функцију. Да би се постигло оптимално репродуктивно здравље, као и здаве жене и жена са физичким инвалидитетом морају бити информисане, оснажене и оспособљене да одлуче да ли и када да затрудне, да се подвргну благовременом тестирању на репродуктивне карциноме, да се заштите од полно преносивих болести и инфекција и да уживају у задовољавајућем сексуалном животу. Нажалост,  само у САД, код 5 до 6 милиона девојчица, адолесцената и жена са физичким инвалидитетом и њиховим пружаоцима репродуктивног здравља, постоје бројне препреке за добијање и пружање оптималне репродуктивне здравствене заштите.

## Опште информације
Жене са физичким инвалидитетом се често суочавају са бројним препрекама у изграђеном окружењу које смањују њихов приступ медицинским ординацијама, столовима за прегледе и дијагностичкој опреми. Комплексни здравствени услови и поремећаји кретања такође могу имати директне и индиректне учинке на:
- трудноћу,[5][6]

- ризик од побачаја,[7][8]

- постпорођајну депресију,[9]

- сексуално здравље и сексуалну функцију,[10]

- употреба неких метода контрацепције.[11]

Штавише, негативни стереотипи о инвалидности и погрешне перцепције о потребама и преференцијама ове популације жена могу директно утицати на приступ, коришћење и квалитет неге.
Пет главних тема које карактерише концептуални оквир који се појавио у многим друштвима, код жена са физичким инвалидитетом, када је у питању препродуктивно здравње:
- знање о репродуктивном здрављу,

- комуникација о репродуктивном здрављу,

- односи,

- окружење за заштиту репродуктивног здравља

- самозаступање/идентитет,

од којих су све имале неку везу са пет главних проблема репродуктивног здравља – трудноћом и порођајем, менструацијом и управљање менструацијом, контрацепција, сексуалност и сексуално функционисање, и прегледи карлице.
За неке жене са физичким инвалидитетом, пажња на њихову сексуалност је потиснута јер су медицински проблеми и управљање њиховим инвалидитетом постали приоритет у њиховим животима. Такве жене са старењем или прогресивним стањима понекад се осећају одвојено од своје сексуалности, а комуникација са партнерима о осећањима у вези са њиховом сексуалношћу често је била изазовна, чак и за оне у дуготрајним везама.

## Стигме инвалидитета и структурне баријере
Разумевање последица стигме инвалидитета и структурних баријера, посебно међу недовољно пруженим и маргинализованим женама, препознато је као суштинска компетенција за пружаоце репродуктивне здравствене заштите. Иако већина друштава има извесну свест о јединственим потребама ове популације за здравственом заштитом, и потребом да чланови друштва добију информације или обуку о пружању неге женама са физичким инвалидитетом, не тако ретко она изостаје. Јер се пружаоци здравствених услуга често боре са сопственом амбивалентношћу или нелагодношћу, не тако често и са ограниченим знањем о инвалидности о којој би требало да воде бригу.  Због токга су често за жене са физичким инвалидитетом неприступачна радна окружења јер послодавци не подржавају компетентну и правичну бригу о женама са инвалидитетом.
Упркос растућим доказима о неједнакости у приступу и квалитету репродуктивне здравствене заштите и исхода, постоје значајне празнине на глобалном нивоу у нашем разумевању узрока и последицама ових диспаритета. Такво разумевање је саставни део развоја релевантних и циљаних интервенција које побољшавају негу и исходе за ову популацију жена. Један од начина да побољшамо наше разумевање критичних фактора који покрећу ову неједнакост и њен утицај је коришћење мера исхода које у својим запажањима наводе пацијенти. Иако је један број ових запажања  развијен да попуни значајне празнине у мерама дизајнираним за популације са специфичним, онеспособљавајућим здравственим стањима, као што су повреде кичмене мождине, трауматске повреде мозга, или неуролошки поремећаји,32 ниједан се не бави здрављем жена уопште. или репродуктивним ављем посебно. Запажања  жена везана за репродуктивно здравље који су тренутно доступни не баве се проблемима инвалидности и обично се фокусирају на специфичне медицинске проблеме, као што су обилно менструално крварење или неплодност.

## Знање о репродуктивном здрављу
О знању пружалаца здравствених услуга се најчешће расправљало у смислу недостатка знања пружаоца о инвалидитету и његовој повезаности са репродуктивним здрављем. Иако жене нису нужно очекивале да ће њихов пружалац услуга имати стручност о њиховом инвалидитету, њихова спремност да уче – што укључује преузимање иницијативе за проналажење информација, као и учење од саме жене – била је најважнија. Као „стручњаци“ за своје тело, многи су осећали одговорност да едукују пружаоце услуга. Тражење знања о проблему репродуктивног здравља могло би бити посебно изазовно с обзиром на општи недостатак доступних информација. За многе жене, оно што је било важно знати је често било јасно, али није било како и од кога пронаћи информације. Недостаци знања често су значајно компромитовали процес доношења одлука.